# 八月の正午に太陽は…
『八月の正午に太陽は…』 (はちがつのしょうごにたいようは…、英: At noon, the August sun...) は、日本の作曲家、林光が1990年に作曲した管弦楽曲である。林光の3曲目の交響曲であり、「第3交響曲」とも表記される。

## 作曲の経緯
この作品はサントリー音楽財団（現・サントリー芸術財団）の委嘱により作曲、1990年9月19日に完成した。
曲の発想の根底には、1989年4月に中国、北京の学生を中心に起こった民主化運動（6月に軍隊がデモ隊を制圧し、後に「天安門事件」と呼ばれた）があり、またその運動の源流とも言える、中華民国で1919年5月4日に起きた反帝国主義運動（後に「五・四運動」と呼ばれた）がある。さらに1976年4月5日に北京で起きた民主化運動（後に「四五天安門事件」「第1次天安門事件」と呼ばれた）にも想を得ている。
曲のタイトルは、中国の現代詩人ペイ・タオ（1949-）の詩「八月の夢遊病者」の中の「八月の正午に太陽は無く」という一節に依っている。この8月は文化大革命の終結宣言の出た1977年8月を指すが、中国の青年たちにとって明るい意味ではない。曲の第3楽章ではペイ・タオの詩「回答」からの、作曲者による翻案テキストが歌われる。ペイ・タオが1976年の第1次天安門事件に際して書いた詩である「回答」は、抑圧された肉声をほとぼらせたもので、文化大革命で青春を失われた同世代の強い共感を得た作品である。
林はこの曲の作曲に当たり、「はじめて自伝的作品ということを意識した」と書いている。

## 編成
フルート4（3、4番はピッコロ持ち替え）、オーボエ2、コーラングレ、エスクラリネット、クラリネット2、バスクラリネット、ファゴット3（3番はコントラファゴット持ち替え）、ホルン4、トランペット3、トロンボーン3、チューバ、ティンパニ9（奏者2）、小太鼓、大太鼓、シロフォン、グロッケンシュピール、ウッドブロック（以上奏者3）、ピアノ1（チェレスタも奏する）、ハープ1、弦楽5部、ソプラノ独唱

## 楽曲構成
3楽章構成で、演奏時間は約31分。第1楽章と第2楽章に特に現れる4+5あるいは5+4というリズムは、中国現代史の2つの日付（1919年5月4日と1976年4月5日）に関わる。

### 第1楽章
二分音符=152、最終小節のみ二分音符=80。4+5/4拍子。第2楽章へはattacca（休憩なし）で入る。無窮動ふうの速い音楽。

### 第2楽章
二分音符=48⇔54。3/2拍子で始まり、4/2と3/2が繰り返される部分を経て、5+4/8に至る。それぞれのテンポを経て最後は3/2で終わる。エレジー。

### 第3楽章
四分音符=72。4/4拍子と4/3拍子が交互に奏された後に、4/3拍子の続く中でソプラノの歌唱が入る。木管群によるコラールによって枠づけられた鎮魂賦。

## 初演
作品は1990年10月23日に東京・サントリーホールで開催されたサントリー音楽財団コンサート「作曲家の個展'90 林光」において、外山雄三の指揮、藍川由美のソプラノ、東京都交響楽団によって初演された。

## 楽譜
スコアは全音楽譜出版社より市販されている。演奏譜は同社よりレンタルされている。

## 録音
- 1991年 Fontec FOCD-3132 林光「作曲家の個展」外山雄三（指揮）、藍川由美（ソプラノ）、東京都交響楽団（音源は初演コンサート）[11][12]
- 2008年 小学館 SHM-2 外山雄三（指揮）、 緑川まり（ソプラノ）、新日本フィルハーモニー交響楽団（林光の音楽）（音源は、1999年8月24日サントリーホール「サマーフェスティバル1999 作曲家の個展」[3][13]）

## 評価
この曲は1999年の尾高賞候補にあがり、熟達と充実さが議論された。